# Ернесто Галан
Ернесто Галан (ісп. Ernesto Galán, нар. 17 червня 1986, Мадрид) — іспанський футболіст, захисник клубу «Депортіво Алавес».

## Ігрова кар'єра
У дорослому футболі дебютував 2005 року виступами за команду клубу «Пуертояно», в якій провів один сезон.
Своєю грою за цю команду привернув увагу представників тренерського штабу клубу «Льєйда», до складу якого приєднався 2006 року. Відіграв за клуб з Льєйди наступні три сезони своєї ігрової кар'єри.
2009 уклав контракт з клубом «Еспаньйол», однак відразу ж був відправлений в оренду до клубу «Жирона», де відіграв один сезон.
До складу клубу «Еспаньйол» повернувся 2010 року, почав досить регулярно залучатися до ігор команди клубу, захищав його кольори до 2013. Згодом грав за «Херес» та  «Лас-Пальмас». З 2014 року став гравцем «Депортіво Алавес».